# DEL 2011/12
Die DEL-Saison 2011/12 war die 18. Spielzeit seit Gründung der Deutschen Eishockey-Liga, der höchsten Liga im deutschen Eishockey. Die Hauptrunde startete am 16. September 2011. Die Liga umfasste 14 Mannschaften. Das Finale endete am 24. April 2012 mit dem sechsten Titelgewinn für die Eisbären Berlin.
Zur Saison 2011/12 präsentierte die DEL ein neues Corporate Design, unter anderem ein neues Logo und einen Trailerfilm in 3D, der zukünftig bei allen DEL-Spielen gespielt werden soll.

## Teilnehmer
Der Meister der 2. Bundesliga 2011 Ravensburg Towerstars hatte sich für eine DEL-Lizenz beworben, die Lizenz wurde aber auf Grund wirtschaftlicher und infrastruktureller Mängel nicht erteilt.
| Klub                    | Ort        | Vorjahr | Play-offs              |
| ----------------------- | ---------- | ------- | ---------------------- |
| Augsburger Panther      | Augsburg   | 14.     | –                      |
| Eisbären Berlin         | Berlin     | 3.      | Deutscher Meister      |
| DEG Metro Stars         | Düsseldorf | 2.      | Halbfinale             |
| Hamburg Freezers        | Hamburg    | 11.     | –                      |
| Hannover Scorpions      | Hannover   | 5.      | Viertelfinale          |
| ERC Ingolstadt          | Ingolstadt | 6.      | Viertelfinale          |
| Iserlohn Roosters       | Iserlohn   | 12.     | –                      |
| Kölner Haie             | Köln       | 9.      | Viertelfinale          |
| Krefeld Pinguine        | Krefeld    | 4.      | Halbfinale             |
| Adler Mannheim          | Mannheim   | 7.      | Viertelfinale          |
| EHC München             | München    | 8.      | Play-off-Qualifikation |
| Thomas Sabo Ice Tigers  | Nürnberg   | 10.     | Play-off-Qualifikation |
| Straubing Tigers        | Straubing  | 13.     | –                      |
| Grizzly Adams Wolfsburg | Wolfsburg  | 1.      | Vizemeister            |

### Wirtschaft
| Etat-Übersicht der DEL-Clubs 2011/12 | Etat-Übersicht der DEL-Clubs 2011/12 | Etat-Übersicht der DEL-Clubs 2011/12 |
| Club                                 | Etat 2011/12 in Mio.                 | Veränderung gegenüber dem Vorjahr    |
| ------------------------------------ | ------------------------------------ | ------------------------------------ |
| Adler Mannheim                       | 7,4                                  | −0,6                                 |
| Eisbären Berlin                      | 7,5                                  | ±0                                   |
| DEG Metro Stars                      | 5,6                                  | −0,4                                 |
| Hamburg Freezers                     | 6,8                                  | +0,9                                 |
| Kölner Haie                          | 5,5                                  | ±0                                   |
| ERC Ingolstadt                       | 6,5                                  | ±0                                   |
| EHC Wolfsburg                        | 4,5                                  | ±0                                   |
| Hannover Scorpions                   | 5,0                                  | −1,0                                 |
| Iserlohn Roosters                    | 4,5                                  | +0,2                                 |
| Krefeld Pinguine                     | 4,3                                  | +0,8                                 |
| Nürnberg Ice Tigers                  | 4,8                                  | +0,4                                 |
| Straubing Tigers                     | 4,0                                  | ±0                                   |
| Augsburger Panther                   | 3,6                                  | +0,2                                 |
| EHC München                          | 3,5                                  | ±0                                   |
| Ligaschnitt                          | 5,25                                 | +0,04                                |

## Modus
Wie in den Vorjahren wurde eine Doppelrunde ausgespielt. Die besten sechs Mannschaften qualifizierten sich direkt für die Play-offs, die Mannschaften auf den Plätzen 7 bis 10 spielten in Best-of-Three-Serien zwei weitere Play-off-Teilnehmer aus. Die Viertelfinalserien wurden im Modus Best of Seven, Halbfinale und Finale im Modus Best of Five gespielt.

## Vorrunde
|     | Mannschaft              | Sp | S  | OTS | SOS | OTN | SON | N  | Pkt | %  | T   | GT  | Str  | Heim      | Gast      |
| --- | ----------------------- | -- | -- | --- | --- | --- | --- | -- | --- | -- | --- | --- | ---- | --------- | --------- |
| 1.  | Eisbären Berlin         | 52 | 26 | 3   | 4   | 2   | 1   | 16 | 95  | 61 | 171 | 140 | 853  | 14-5-2-5  | 12-2-1-11 |
| 2.  | ERC Ingolstadt          | 52 | 26 | 3   | 2   | 2   | 3   | 16 | 93  | 60 | 168 | 150 | 786  | 16-4-1-5  | 10-1-4-11 |
| 3.  | Grizzly Adams Wolfsburg | 52 | 25 | 2   | 4   | 1   | 3   | 17 | 91  | 58 | 174 | 122 | 638  | 18-2-0-6  | 7-4-4-11  |
| 4.  | Adler Mannheim          | 52 | 23 | 4   | 3   | 3   | 4   | 15 | 90  | 58 | 171 | 148 | 909  | 15-3-3-5  | 8-4-4-10  |
| 5.  | Hamburg Freezers        | 52 | 22 | 3   | 3   | 2   | 3   | 19 | 83  | 53 | 149 | 149 | 847  | 14-4-3-5  | 8-2-2-14  |
| 6.  | Straubing Tigers        | 52 | 20 | 4   | 4   | 1   | 3   | 20 | 80  | 51 | 161 | 151 | 1004 | 13-4-2-7  | 7-4-2-13  |
| 7.  | DEG Metro Stars         | 52 | 19 | 2   | 5   | 5   | 4   | 17 | 80  | 51 | 162 | 167 | 791  | 10-3-5-8  | 9-4-4-9   |
| 8.  | Augsburger Panther      | 52 | 20 | 5   | 1   | 1   | 6   | 19 | 79  | 51 | 135 | 131 | 670  | 14-5-2-5  | 6-1-5-14  |
| 9.  | Kölner Haie             | 52 | 21 | 0   | 4   | 5   | 2   | 20 | 78  | 50 | 135 | 145 | 878  | 9-3-4-10  | 12-1-3-10 |
| 10. | Iserlohn Roosters       | 52 | 19 | 1   | 5   | 4   | 4   | 19 | 77  | 49 | 150 | 150 | 787  | 11-1-4-10 | 8-5-4-9   |
| 11. | EHC München             | 52 | 17 | 2   | 4   | 4   | 4   | 21 | 72  | 46 | 124 | 135 | 652  | 11-5-2-8  | 6-1-6-13  |
| 12. | Krefeld Pinguine        | 52 | 18 | 0   | 4   | 2   | 5   | 23 | 69  | 44 | 126 | 153 | 926  | 9-2-4-11  | 9-2-3-12  |
| 13. | Thomas Sabo Ice Tigers  | 52 | 13 | 5   | 0   | 2   | 4   | 28 | 55  | 35 | 122 | 165 | 996  | 8-4-2-12  | 5-1-4-16  |
| 14. | Hannover Scorpions      | 52 | 12 | 2   | 4   | 2   | 1   | 31 | 51  | 33 | 151 | 213 | 599  | 7-2-2-15  | 5-4-1-16  |

Abkürzungen: Sp = Spiele, S = Siege, OTS = Siege nach Verlängerung, SOS = Siege nach Penaltyschießen, OTN = Niederlagen nach Verlängerung, SON = Niederlagen nach Penaltyschießen, N = Niederlagen, Pkt = Punkte, T = Tore, GT = Gegentore, Str = Strafen, (M) = Titelverteidiger
Erläuterungen:

### Beste Scorer
| Spieler           | Verein                  | Spiele | Tore | Assists | Punkte |
| ----------------- | ----------------------- | ------ | ---- | ------- | ------ |
| Norm Milley       | Grizzly Adams Wolfsburg | 52     | 14   | 44      | 58     |
| Thomas Greilinger | ERC Ingolstadt          | 47     | 22   | 32      | 54     |
| Derek Hahn        | ERC Ingolstadt          | 51     | 21   | 32      | 53     |
| Jared Ross        | ERC Ingolstadt          | 52     | 23   | 29      | 52     |
| Kai Hospelt       | Grizzly Adams Wolfsburg | 52     | 25   | 25      | 50     |
| Darin Olver       | Eisbären Berlin         | 49     | 24   | 25      | 49     |
| John Laliberte    | Grizzly Adams Wolfsburg | 52     | 17   | 31      | 48     |
| Adam Mitchell     | Adler Mannheim          | 51     | 14   | 34      | 48     |
| Patrick Reimer    | DEG Metro Stars         | 50     | 24   | 23      | 47     |
| Daniel Pietta     | Krefeld Pinguine        | 52     | 17   | 30      | 47     |

### Beste Torhüter
(Torhüter mit mindestens 15 Spielen)
Abkürzungen:  Sp = Spiele, Min = Eiszeit (in Minuten), GT = Gegentore, Sv% = gehaltene Schüsse (in %), GTS = Gegentorschnitt, SO = Shutouts; Fett:  Bestwert
| Spieler              | Team                    | Sp | Min     | GT  | SO | Sv%  | GTS  |
| -------------------- | ----------------------- | -- | ------- | --- | -- | ---- | ---- |
| Jochen Reimer        | EHC München             | 36 | 2131:00 | 74  | 2  | 93,3 | 2,08 |
| Tyler Weiman         | Augsburger Panther      | 40 | 2421:07 | 94  | 4  | 93,2 | 2,33 |
| Sébastien Caron      | Iserlohn Roosters       | 49 | 2947:12 | 126 | 5  | 93,2 | 2,57 |
| Daniar Dshunussow    | Grizzly Adams Wolfsburg | 45 | 2677:35 | 98  | 7  | 92,7 | 2,20 |
| Danny aus den Birken | Kölner Haie             | 35 | 2051:08 | 86  | 3  | 92,5 | 2,52 |

## Play-offs

### Qualifikation
Die Qualifikationsspiele wurden im Modus „Best of Three“ ausgetragen und fanden am 14. und 15. März 2012 statt.
|                    |   |                   | Serie | 1                   | 2                   | 3 | [HR]  |
| ------------------ | - | ----------------- | ----- | ------------------- | ------------------- | - | ----- |
| DEG Metro Stars    | – | Iserlohn Roosters | 2:0   | 4:1 (2:0, 0:0, 2:1) | 7:4 (2:1, 0:1, 5:2) | – | [2:2] |
| Augsburger Panther | – | Kölner Haie       | 0:2   | 1:5 (1:1, 0:3, 0:1) | 1:3 (0:0, 1:1, 0:2) | – | [2:2] |

HR = Hauptrunde

### Play-off-Baum
| Viertelfinale | Viertelfinale    | Viertelfinale    |   |                         | Halbfinale | Halbfinale | Halbfinale |  |  | Finale | Finale | Finale |
|               |                  |                  |   |                         |            |            |            |  |  |        |        |        |
| 1             | Eisbären Berlin  | 4                |   |                         |            |            |            |  |  |        |        |        |
| 9             | Kölner Haie      | 0                |   |                         |            |            |            |  |  |        |        |        |
| 9             | Kölner Haie      | 0                | 1 | Eisbären Berlin         | 3          |            |            |  |  |        |        |        |
|               |                  |                  | 1 | Eisbären Berlin         | 3          |            |            |  |  |        |        |        |
|               | 6                | Straubing Tigers | 1 |                         |            |            |            |  |  |        |        |        |
| 3             | 6                | Straubing Tigers | 1 | Grizzly Adams Wolfsburg | 0          |            |            |  |  |        |        |        |
| 3             |                  |                  |   | Grizzly Adams Wolfsburg | 0          |            |            |  |  |        |        |        |
| 6             | Straubing Tigers | 4                |   |                         |            |            |            |  |  |        |        |        |
| 6             | Straubing Tigers | 4                | 1 | Eisbären Berlin         | 3          |            |            |  |  |        |        |        |
|               |                  |                  |   | Eisbären Berlin         | 3          |            |            |  |  |        |        |        |
|               | 4                | Adler Mannheim   | 2 |                         |            |            |            |  |  |        |        |        |
| 2             | 4                | Adler Mannheim   | 2 | ERC Ingolstadt          | 4          |            |            |  |  |        |        |        |
| 2             |                  |                  |   | ERC Ingolstadt          | 4          |            |            |  |  |        |        |        |
| 7             | DEG Metro Stars  | 1                |   |                         |            |            |            |  |  |        |        |        |
| 7             | DEG Metro Stars  | 1                | 2 | ERC Ingolstadt          | 1          |            |            |  |  |        |        |        |
|               |                  |                  | 2 | ERC Ingolstadt          | 1          |            |            |  |  |        |        |        |
|               | 4                | Adler Mannheim   | 3 |                         |            |            |            |  |  |        |        |        |
| 4             | 4                | Adler Mannheim   | 3 | Adler Mannheim          | 4          |            |            |  |  |        |        |        |
| 4             |                  |                  |   | Adler Mannheim          | 4          |            |            |  |  |        |        |        |
| 5             | Hamburg Freezers | 1                |   |                         |            |            |            |  |  |        |        |        |

### Viertelfinale
Die Viertelfinalspiele wurden im Modus „Best of Seven“ ausgetragen und fanden am 20., 21., 22., 23., 25., 28. und 30. März statt.
|                         |   |                  | Serie | 1                   | 2                   | 3                              | 4                   | 5                   | 6 | 7 | [HR]  |
| ----------------------- | - | ---------------- | ----- | ------------------- | ------------------- | ------------------------------ | ------------------- | ------------------- | - | - | ----- |
| Eisbären Berlin         | – | Kölner Haie      | 4:0   | 5:1 (1:0, 2:1, 2:0) | 4:2 (0:0, 4:2, 0:0) | 3:1 (0:0, 3:1, 0:0)            | 3:0 (0:0, 2:0, 1:0) | –                   | – | – | [3:1] |
| ERC Ingolstadt          | – | DEG Metro Stars  | 4:1   | 5:3 (2:1, 1:2, 2:0) | 1:5 (0:1, 0:3, 1:1) | 3:2 n. V. (1:2, 1:0, 0:0, 1:0) | 6:1 (1:0, 2:1, 3:0) | 4:3 (0:1, 1:1, 3:1) | – | – | [2:2] |
| Grizzly Adams Wolfsburg | – | Straubing Tigers | 0:4   | 1:2 (0:0, 0:2, 1:0) | 0:7 (0:3, 0:3, 0:1) | 1:3 (0:1, 0:1, 1:1)            | 3:7 (1:0, 0:4, 2:3) | –                   | – | – | [2:2] |
| Adler Mannheim          | – | Hamburg Freezers | 4:1   | 4:0 (0:0, 2:0, 2:0) | 8:1 (2:0, 3:1, 3:0) | 1:2 (1:1, 0:1, 0:0)            | 3:1 (0:0, 1:0, 2:1) | 3:1 (2:0, 1:1, 0:0) | – | – | [2:2] |

HR = Hauptrunde

### Halbfinale
Die Halbfinalspiele wurden im Modus „Best of Five“ ausgetragen und fanden am 5., 7., 9. und 11. April 2012 statt.
|                 |   |                  | Serie | 1                   | 2                   | 3                   | 4                   | 5 | [HR]  |
| --------------- | - | ---------------- | ----- | ------------------- | ------------------- | ------------------- | ------------------- | - | ----- |
| Eisbären Berlin | – | Straubing Tigers | 3:1   | 4:1 (2:0, 1:1, 1:0) | 4:1 (2:1, 1:0, 1:0) | 1:3 (0:0, 1:1, 0:2) | 4:2 (1:1, 0:1, 3:0) | – | [3:1] |
| ERC Ingolstadt  | – | Adler Mannheim   | 1:3   | 1:4 (0:0, 0:1, 1:3) | 3:4 (0:2, 2:2, 1:0) | 3:0 (2:0, 0:0, 1:0) | 2:6 (1:3, 1:1, 0:2) | – | [2:2] |

HR = Hauptrunde

### Finale
Die Finalspiele wurden im Modus „Best of Five“ ausgetragen und fanden am 15., 18., 20., 22. und 24. April 2012 statt.
|                 |   |                | Serie | 1                   | 2                   | 3                   | 4                              | 5                   | [HR]  |
| --------------- | - | -------------- | ----- | ------------------- | ------------------- | ------------------- | ------------------------------ | ------------------- | ----- |
| Eisbären Berlin | – | Adler Mannheim | 3:2   | 2:0 (0:0, 0:0, 2:0) | 1:4 (1:1, 0:1, 0:2) | 1:2 (1:0, 0:1, 0:1) | 6:5 n. V. (1:2, 1:1, 3:2, 1:0) | 3:1 (0:1, 1:0, 2:0) | [2:2] |

HR = Hauptrunde

## Kader des Deutschen Meisters
| Deutscher Meister Eisbären Berlin | Torhüter: Kevin Nastiuk, Rob Zepp Verteidiger: Nick Angell, Jens Baxmann, Dominik Bielke, Constantin Braun, Frank Hördler, Richie Regehr, Jimmy Sharrow, Thomas Supis Angreifer: Laurin Braun, Florian Busch, Mads Christensen, Sven Felski, T.J. Mulock, Tyson Mulock, Darin Olver, André Rankel, Vincent Schlenker, Jon Sim, Julian Talbot, Barry Tallackson, Daniel Weiß Trainerstab: Don Jackson, Vince Malette, Hartmut Nickel |